# Bi-Bestia
La Bi-Bestia (Bi-Beast) è un personaggio dei fumetti Marvel, comparso per la prima sulle pagine di The Incredible Hulk (vol. 1) n. 169 (settembre 1968).

## Storia
La Bi-Bestia è un androide con due teste (una sopra l'altra: alla testa superiore è stata data la conoscenza della guerra, mentre alla testa inferiore è stata data la conoscenza della cultura) creato molti anni fa da una razza aviaria che era a sua volta derivata dalla specie degli Inumani. Per ragioni sconosciute, quella specie si estinse e la Bi-Bestia fu lasciata a se stessa nella loro città. Anni dopo, la creatura vede l'Arpia (in realtà Betty Ross) con Bruce Banner e gli vengono in mente i suoi ex padroni aviari. La Bi-Bestia li cattura entrambi e ordina a Banner di riparare le macchine ormai in decomposizione in città. Banner invece sceglie di curare l'Arpia, che subito dopo ritorna alla forma di Betty. La Bi-Bestia viene a conoscenza dell'inganno di Banner e combatte l'alter ego di Banner, Hulk, ma viene distratto quando l'A.I.M. prende d'assalto la città. Piuttosto che permettere che la sua casa venga catturata, la Bi-Bestia attiva un meccanismo di autodistruzione e muore nell'esplosione.
All'insaputa di tutti, un cilindro contenente una seconda Bi-Bestia viene espulso dalla città al momento dell'esplosione. Il cilindro si ferma sul fondo dell'oceano e viene successivamente recuperato e portato allo S.H.I.E.L.D. La seconda Bi-Bestia si risveglia subito dopo e, intrisa dei ricordi della prima, decide di prendere il controllo dell'elivelivolo e lanciare i suoi missili contro le principali città metropolitane, credendo che la razza umana sia responsabile dell'estinzione dei suoi creatori. Il generale Thunderbolt Ross si rende conto del pericolo e inserisce con la forza Banner nell'elivelivolo, dove si trasforma in Hulk e combatte ancora una volta la Bi-Bestia. I due cadono nel bel mezzo della battaglia attraverso un'apertura attivata dallo S.H.I.E.L.D. e si tuffano per molte miglia nell'oceano. La Bi-Bestia scompare e si presume sia annegata.
Diversi anni dopo la Bi-Bestia riappare catturando e schiavizzando gli equipaggi delle navi da guerra e ricrea lentamente la città aviaria dell'isola del cielo e costruisce un esercito per un altro attacco alla razza umana. Donald Blake, tuttavia, sta viaggiando sull'ultima nave ad essere attaccata (piantata lì da Tony Stark, che era a conoscenza della vera identità di Blake e voleva qualche "assicurazione" aggiuntiva) e diventa Thor, che sconfigge rapidamente la Bi-Bestia e libera i prigionieri. Una Bi-Bestia arrestata viene quindi liberata dal suo alleato segreto, l'Uomo-Bestia, e insieme i due combattono Thor e Iron Man.
Sconfitta ancora una volta, la Bi-Bestia viene infine catturata dallo Straniero per studiarla e portata nel mondo del laboratorio dello Straniero. Con gli altri prigionieri, la Bi-Bestia fugge e attacca lo Straniero, ma viene sconfitta dall'eroina Power Princess. Successivamente ritorna sulla Terra e combatte Hulk e She-Hulk, sebbene l'efficacia dell'androide sia compromessa quando una delle sue teste sviluppa un'attrazione per quest'ultima.
Un duplicato della Bi-Bestia appare successivamente come membro dei Signori del Male del Consiglio dell'Ombra.
Qualche tempo dopo, viene convocato a Las Vegas attraverso il pozzo dei desideri di Tyrannus insieme a Wendigo, Fin Fang Foom, Umar e Arm'Cheddon per combattere Hulk. Ha collaborato con i Wendigo per usare i poteri del pozzo per consentire loro di crescere fino a circa trenta piedi di altezza per combattere Hulk. Tuttavia, entrambe le creature furono facilmente sconfitte da Hulk e furono imprigionate insieme ad Arm'Cheddon nella Dimensione Oscura da Umar finché Tyrannus e Fin Fang Foom non fecero irruzione nella dimensione, permettendo loro di fuggire nel caos.
Una Bi-Bestia appare successivamente come membro dei Sinistri Sedici.

## Poteri e abilità
La Bi-Bestia è un androide altamente avanzato che rivaleggia con Hulk in termini di abilità fisica. Possiede una vasta conoscenza della guerra aviaria (nella parte superiore della testa), della cultura (nella parte inferiore della testa) e della scienza. Originariamente era alto circa sei metri e pesava 453,59 kg, ma li sacrifica in un patto con l'Uomo-Bestia. Per gentile concessione di una delle macchine dell'Uomo-Bestia, alla Bi-Bestia è stato instillato puro odio, mentre l'Uomo-Bestia si è concesso una forza di volontà ancora maggiore. Un effetto collaterale ha provocato la riduzione delle dimensioni della Bi-Bestia (ma non della massa). È un brillante tattico e inventore. Ad esempio, ha costruito città a cupola in grado di volare o sopravvivere sotto le profondità dell'oceano e utilizzare apparecchiature di controllo mentale per fare il lavaggio del cervello agli umani rendendoli suoi schiavi.